# Kakamigahara
Kakagimahara (japonsky:各務原市 Kakamigahara-ši) je japonské město v prefektuře Gifu na ostrově Honšú. Žije zde téměř 150 tisíc obyvatel. Město je významným dopravní uzlem na trase Tokio-Kjóto.

## Partnerská města
- Čchunčchon, Jižní Korea (25. červenec 2005)